# کاراپت توروسارگسیان
کاراپت تورسارگسیان (ارمنی: Կարապետ Թուրսարգսյան؛  زادهٔ ۱۸۷۱ - درگذشته ۱۹۳۷)، نویسنده و فدایی اهل ارمنستان بود.

## زندگی‌نامه
وی در ۱۸۷۱ در Հաճըն به دنیا آمد . توروسارگسیان عضو حزب سوسیال دموکرات هنچاکیان بود. وی در ۱۹۳۷ در سن ۶۶ سالگی درگذشت .

## تالیفات
- [ب] (2 جلد)

## یادداشت
1. ↑  Հաճըն
2. ↑  Զեյթունի պատմություն